# 安德鲁·贝瑞
安德鲁·贝瑞（英語：Andrew Berry，1963年7月11日—）是一位英国进化生物学家和科学史家，主要方向是华莱士的历史，哈佛学会青年会员，哈佛大学进化生物学讲师。主要作品有与詹姆斯·沃森合著的《DNA：生命的秘密》（DNA: The Secret of Life）等。